# (21659) Fredholm
(21659) Fredholm ist ein Asteroid des Hauptgürtels, der am 13. August 1999 vom italo-amerikanischen Astronomen Paul G. Comba am Prescott-Observatorium (IAU-Code 684) in Arizona entdeckt wurde.
Der Asteroid wurde am 9. Mai 2001 nach dem schwedischen Mathematiker Erik Ivar Fredholm (1866–1927) benannt, der an der Universität Stockholm lehrte und 1903 die moderne Theorie der Integralgleichungen begründete.